# Muralles de la Salzadella
Les muralles de la Salzadella, són unes poques restes de l'antic recinte emmurallat que envoltada la ciutat. Són un monument catalogat de forma genèrica com a Bé d'Interès Cultural, segons consta en la Direcció general de Patrimoni Artístic de la Generalitat Valenciana, amb el codi: 
12.03.098-002
Les restes, situades en ple nucli urbà de la Salzadella, a la comarca del Baix Maestrat, a 490 metres sobre el nivell del mar, presenten un adequat estat de conservació i la seva fàbrica és de carreus d'un metre de profunditat.
El municipi de la Salzadella és d'origen morisc, i les muralles que l'envoltaven han de datar del segle xii, aproximadament.
Poden observar-se actualment, a més de llenços de muralles per diferents trams de la població, diversos postals (en forma d'arc de mig punt amb dovelles) o entrades al recinte, com el conegut “Portalet dels Coves" o de "València", o el portal de "Sant Mateu" o de la "Bassa"."